# Fiat G.50

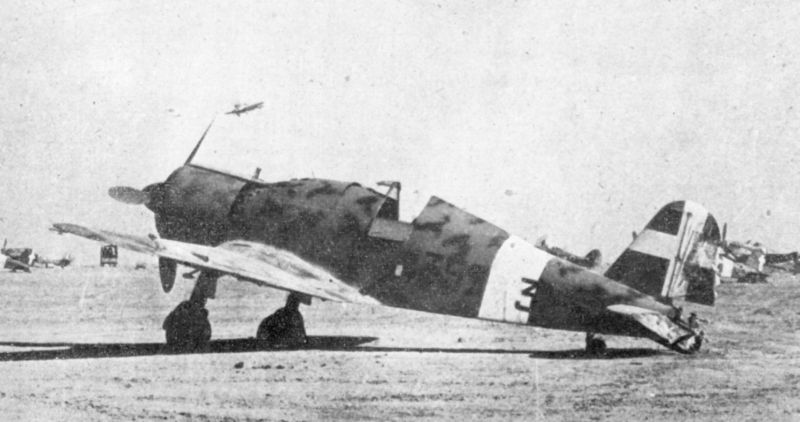
Fiat G.50 unter britischer Kontrolle in Nordafrika

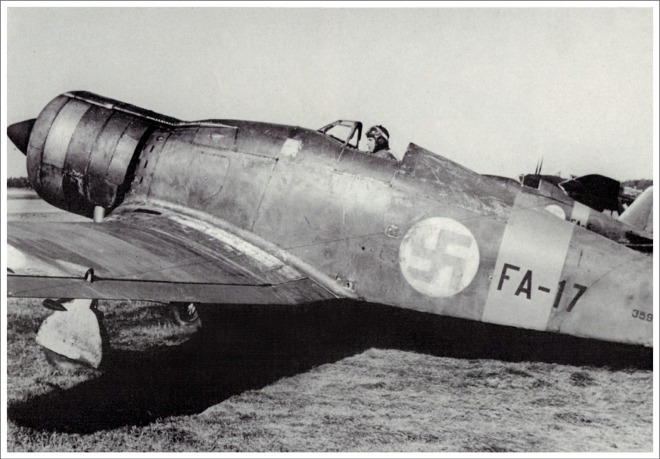
Fiat G.50 der finnischen Luftwaffe

Die Fiat G.50 Freccia (deutsch: Pfeil) war ein italienisches Jagdflugzeug der späten 1930er Jahre, das im Zweiten Weltkrieg und in einigen kleineren Konflikten zum Einsatz kam. Neben der italienischen verwendeten auch die Luftwaffen von Spanien, Finnland, Kroatien und die des Deutschen Reichs das Flugzeugmuster.

## Geschichte
Die Entwurfsarbeiten für die Fiat G.50 begannen bereits im Jahr 1935. Der Prototyp startete etwa zwei Jahre später am 26. Februar 1937 in Marina di Pisa zu seinem Jungfernflug, gesteuert vom Testpiloten Giovanni de Briganti.
Die G.50 war der erste Jagdeindecker der italienischen Luftwaffe mit einziehbarem Fahrwerk. Dieses Flugzeug entsprach bereits zum Baubeginn nicht mehr den gestellten Anforderungen. Es war zwar extrem wendig, gleichzeitig jedoch deutlich untermotorisiert. Seine etwas harte Steuerung sowie ein gewöhnungsbedürftiges Landeverhalten erforderten vom Piloten viel Erfahrung, um mit dieser Maschine gegen die feindlichen Flugzeuge bestehen zu können. Insgesamt wurden rund 791 Exemplare dieses Flugzeugtyps produziert.

## Varianten
- G.50

Erste Produktionsversion.

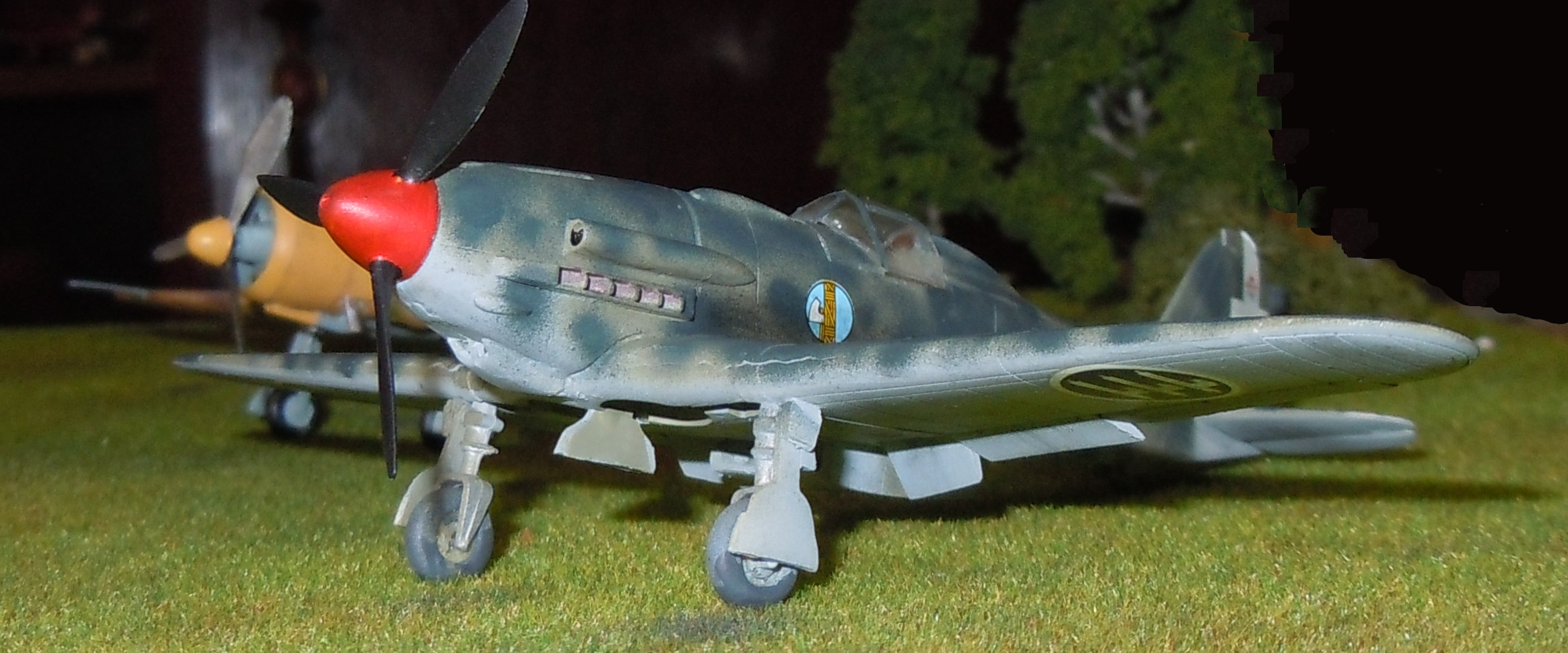
Modellbild Fiat G.50V

- G.50 bis (Erstflug September 1940)

Entwicklung der G.50-Version mit erweiterter Reichweite; 421 gebaut
- G.50 ter

Stärkere Version mit einem 1.000 PS (735 kW) starken Fiat A.76; eine gebaut
- G.50V (V – Veloce, Erstflug 25. August 1941)

Flüssigkeitsgekühlte V12-Variante mit einem Daimler-Benz DB 601, Probleme mit den Steuereinrichtungen und dem Kühlsystem; eine gebaut
- G.50 bis A/N

Prototyp eines zweisitzigen Jagdbombers; einer gebaut
- G.50B (Bicommando, Erstflug 26. April 1940)

Zweisitziger Trainer. 108 Flugzeuge gebaut
- G.50N

Jagdflugzeug für Flugzeugträgereinsatz; ein Versuchsflugzeug
- G.51

Projektierte Produktionsversion der G.50V, aufgegeben zugunsten der Fiat G.55
- G.52

Projektierte Version der G.50, angetrieben von einem Fiat A.75 RC53. Der Motor kam nie zustande und die G.52 wurde nie gebaut.

## Einsatz

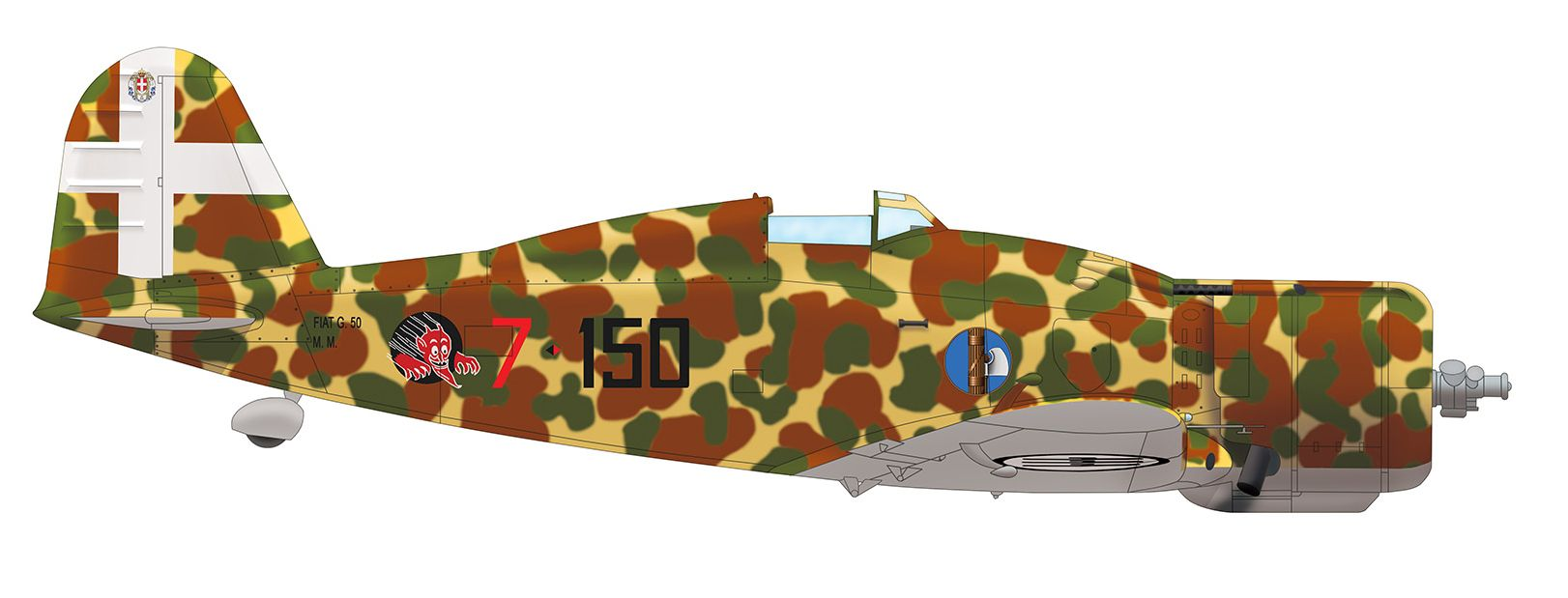
Fiat G.50 Freccia, 150a Squadriglia, 2° Gruppo CT, Oktober 1940

Bei den ersten Kampfkontakten mit britischen Hawker Hurricane wurden die technischen Mängel und die lediglich aus zwei Breda-Maschinengewehren bestehende schwache Bewaffnung Dutzenden italienischen Kampfpiloten zum Verhängnis. Bei Sturzfluggeschwindigkeiten von über 500 km/h ließ sich die Maschine nur noch extrem schwer manövrieren und unter Umständen konnten sich einzelne Teile der Tragflächen oder des Rumpfes lösen, was zu weiteren Verlusten für die italienische Luftwaffe führte. Während der Invasion Italiens durch die Alliierten war die Luftwaffe bemüht, die Bomberstaffeln der Amerikaner und Briten abzufangen. Der mit 840 PS deutlich zu leistungsschwache Motor war jedoch häufig nicht in der Lage, die Jagdmaschinen überhaupt erst auf die Flughöhe der Bomber zu bringen.

## Technische Daten
| Kenngröße             | Daten                                                          |
| --------------------- | -------------------------------------------------------------- |
| Länge                 | 7,79 m                                                         |
| Spannweite            | 10,96 m                                                        |
| Flügelfläche          | 18,15 m²                                                       |
| Höhe                  | 2,96 m                                                         |
| Rüstmasse             | 1975 kg                                                        |
| max. Startmasse       | 2415 kg                                                        |
| Antrieb               | 1 × 14-Zylinder-Sternmotor Fiat A.74 RC 38 mit 840 PS (618 kW) |
| Höchstgeschwindigkeit | 472 km/h                                                       |
| maximale Reichweite   | 670 km                                                         |
| Dienstgipfelhöhe      | 9835 m                                                         |
| Bewaffnung            | 2 synchronisierte MG Breda-SAFAT (12,7 mm)                     |